# Валтер Слезак
Валтер Слезак (на немски: Walter Slezak) известен в САЩ като Уолтър Слезак е австрийско-американски актьор. 

## Биография
Роден е на 3 май 1902 г. в Виена, Австро-Унгария, син е на оперния тенор Лео Слезак и Елза Вертейм, известно време учи медицина, а по-късно работи като банков касиер. По-голямата му сестра Маргарете Слезак също е актриса.

### Кариера
Първата си роля изиграва в Австрийския филм „Содом и Гомор“ (1922), режисиран от неговия приятел Майкъл Къртис. Първият му американски филм е „Веднъж на меден месец“ (1942) с Джинджър Роджърс и Кари Грант. Участва в над 100 филма.

### Личен живот
Слезак се жени за Йохана (Кааси) Ван Рийн на 10 октомври 1943 г. Двойката има три деца: Ингрид, Ерика и Лео. Ерика става актриса и печели награда Еми.
На 21 април 1983 г. Слезак се самоубива с огнестрелно оръжие. Съобщава се, че е ужасен от състоянието на здравето си, най-вече от сърдечни проблеми, скорошна операция на простатата и нараняване на рамото, изискващо няколко седмично лечение. Погребан е в гроба на родителите си на гробището на църквата „Св. Лаврентий“ в Егерн.

## Избрана филмография
| Година | Филм    | Оригинално заглавие | Роля                      | Режисьор       |
| ------ | ------- | ------------------- | ------------------------- | -------------- |
| 1948   | Пиратът | The Pirate          | Дон Педро Варгас / Макоко | Винсънт Минели |